# Asada Benji

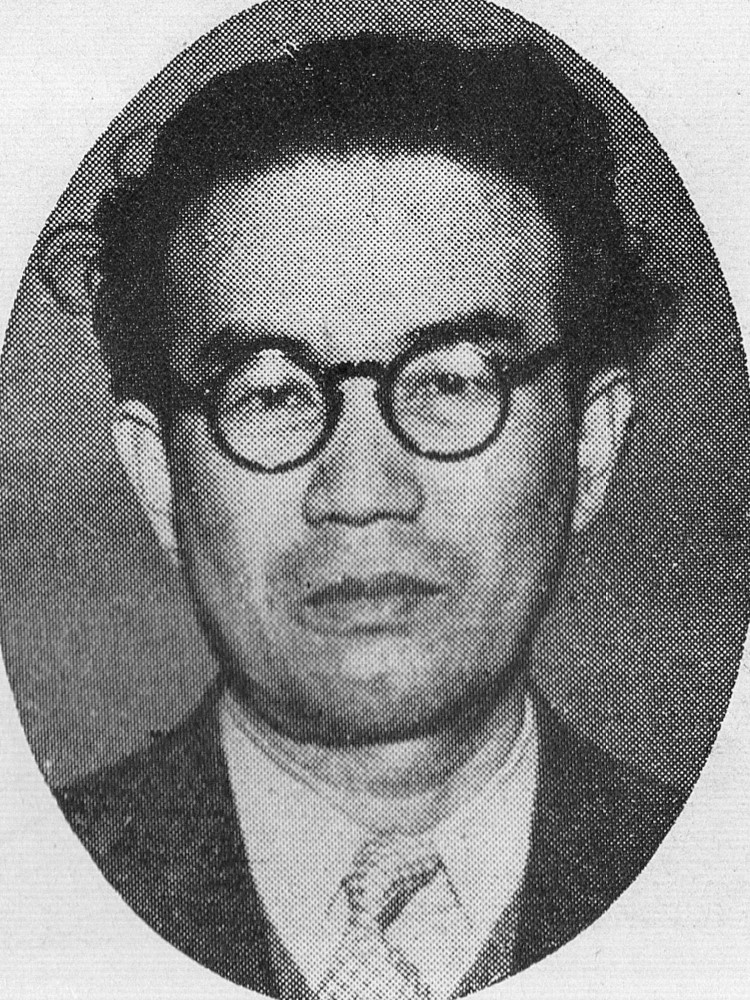
Asada Benji, 1954

Asada Benji (japanisch 麻田 辨自 oder 弁自, eigentlicher Vorname bei gleicher Lesung: 辨次; * 14. Dezember 1900 in Tomimoto, Funai-gun, Präfektur Kyōto [heute: Nantan]; † 29. Oktober 1984) war ein japanischer Maler im Stil des Nihonga und Holzschnitt-Künstler.

## Leben und Werk
Asada studierte ab 1918 an der Städtischen Schule für Kunst und Kunsthandwerk (京都市立美術工芸学校, Kyōto shiritsu bijutsu kōgei gakkō) und an der Städtischen Kunstfachhochschule Kyoto (京都市立絵画専門大学, Kyōto shiritsu kaiga semmon daigaku), an der er 1924 seinen Abschluss machte. Während seiner Ausbildung wurde ein Bild von ihm unter dem eigentlichen Namen Nakanishi Benji auf der 3. Nationalen Ausstellung „Teiten“ angenommen.
Asada kam in Kontakt mit der Sōsakuhanga-Bewegung und publizierte in dem Magazin „Drucke“ (版, Han), zusammen mit seinem ebenfalls aus Kyoto stammenden Künstlerkollegen Tokuriki Tomikichirō (1902–2000). Ab 1929 nahm er Mal-Unterricht im Nihonga-Stil bei Nishimura Goun (1877–1938).
Asada war, zusammen mit Tokuriki, Asano Takeji u. a., Mitbegründer der „Vereinigung für kreative Drucke Kyoto“ (京都創作版画協会, Kyōto sōsaku hanga kyōkai). 1932 wurde er Mitglied in der „Japanischen Gesellschaft für Drucke“ (日本版画協会, Nihon hanga kyōkai) und beteiligte sich an der Serie „Einhundert neue Blicke auf Japan“ (新日本百風景, Shin Nihon hyaku fūkei). Mit Tokuriki und Asano publizierte er 1933 bis 1934 eine Serie von zwölf Blättern unter dem Titel „Neue Blicke auf Kyōto“ (新京都風景, Shin Kyōto fūkei), eine Antwort auf die Tokio-dominierte Welt der Kreativen Drucke.
Nach 1945 arbeitete Asada nur noch als Maler im Nihonga-Stil, beeinflusst von seinem Studienfreund unter Goun, Yamaguchi Kayō, wobei Bilder von „Blumen und Vögeln“ (花鳥画, kachō-ga) sein Hauptthema wurde. 1965 wurde er für sein Werk „Shiosai“ (潮騒) mit dem Preis der Japanischen Akademie der Künste ausgezeichnet.